# Persone di cognome Baker
| Questa pagina contiene informazioni ricavate automaticamente dalle voci biografiche con l'ausilio del template Bio e di un bot. L'aggiornamento è periodico e automatico e ricostruisce completamente la pagina. Se manca una persona in questa lista, sei pregato di non aggiungerla, ma accertati piuttosto che la sua voce biografica contenga il template Bio e che i dati anagrafici siano correttamente compilati. Se il template Bio manca, inseriscilo tu stesso o, in alternativa, metti l'avviso {{tmp\|Bio}} che ne segnala la mancanza. Se i dati riportati sono sbagliati, correggi direttamente la voce biografica; le modifiche saranno visibili in questa lista entro pochi giorni. Per chiarimenti vedi il progetto antroponimi. La lista contiene solo le 154 persone che sono citate nell'enciclopedia e per le quali è stato implementato correttamente il template Bio. Pagina aggiornata al 23 giu 2025. |

Questa è una lista di persone presenti nell'enciclopedia che hanno il cognome Baker, suddivise per attività principale.

## Allenatori di pallacanestro(1)
- Rod Baker, allenatore di pallacanestro statunitense (n. 1952)

## Altisti(1)
- Chris Baker, altista britannico (n. 1991)

## Animatori(1)
- Mark Baker, animatore e produttore cinematografico britannico (Londra, n. 1959)

## Architetti(2)
- Herbert Baker, architetto britannico (Cobham, n. 1862 - Cobham, † 1946)
- Laurie Baker, architetto indiano (Birmingham, n. 1917 - Thiruvananthapuram, † 2007)

## Artiste(1)
- Bridget Baker, artista sudafricana (East London, n. 1971)

## Artisti(1)
- Gilbert Baker, artista e attivista statunitense (Chanute, n. 1951 - New York, † 2017)

## Astronaute(1)
- Ellen Baker, ex astronauta e medico statunitense (Fayetteville, n. 1953)

## Astronauti(1)
- Michael Baker, ex astronauta statunitense (Memphis, n. 1953)

## Attiviste(1)
- Ella Baker, attivista statunitense (Norfolk, n. 1903 - New York, † 1986)

## Attori(20)
- Brandon Baker, attore statunitense (Anaheim, n. 1985)
- Charles Baker, attore statunitense (Washington, n. 1971)
- Christopher James Baker, attore australiano
- Colin Baker, attore britannico (Londra, n. 1943)
- David Aaron Baker, attore statunitense (Durham, n. 1963)
- Dylan Baker, attore statunitense (Syracuse, n. 1959)
- Eddie Baker, attore statunitense (Davis, n. 1897 - Hollywood, † 1968)
- Greg Baker, attore televisivo statunitense (Saint Paul, n. 1968)
- Joe Don Baker, attore statunitense (Groesbeck, n. 1936 - Los Angeles, † 2025)
- Kenny Baker, attore britannico (Birmingham, n. 1934 - Manchester, † 2016)
- Lenny Baker, attore statunitense (Boston, n. 1945 - Hallandale Beach, † 1982)
- Leslie David Baker, attore statunitense (Chicago, n. 1958)
- Mark Baker, attore statunitense (Cumberland, n. 1946 - Cumberland, † 2018)
- Paul Baker, attore e cantante britannico
- Robert Baker, attore statunitense (n. 1979)
- Sala Baker, attore e stuntman neozelandese (Wellington, n. 1976)
- Simon Baker, attore, regista e produttore televisivo australiano (Launceston, n. 1969)
- Tom Baker, attore inglese (Liverpool, n. 1934)
- Tom Baker, attore statunitense (Virginia Occidentale, n. 1940 - New York, † 1982)
- Stanley Baker, attore britannico (Ferndale, n. 1928 - Malaga, † 1976)

## Attrici(10)
- Becky Ann Baker, attrice statunitense (Fort Knox, n. 1953)
- Betsy Baker, attrice e doppiatrice statunitense (Cedar Rapids, n. 1955)
- Blanche Baker, attrice statunitense (New York, n. 1956)
- Carroll Baker, attrice statunitense (Johnstown, n. 1931)
- Diane Baker, attrice statunitense (Los Angeles, n. 1938)
- Doris Baker, attrice statunitense (Los Angeles, n. 1907 - Carmichael, † 1998)
- Elsie Baker, attrice statunitense (Chicago, n. 1883 - Manhattan, † 1971)
- Fay Baker, attrice statunitense (New York, n. 1917 - Sleepy Hollow, † 1987)
- Leigh-Allyn Baker, attrice statunitense (Murray, n. 1972)
- Tungia Baker, attrice neozelandese (Otaki, n. 1939 - Otaki, † 2005)

## Autori di giochi(2)
- D. Vincent Baker, autore di giochi statunitense
- Keith Baker, autore di giochi e scrittore statunitense (n. 1969)

## Baritoni(1)
- George Baker, baritono e attore inglese (Birkenhead, n. 1885 - Londra, † 1976)

## Batteristi(3)
- Dave Baker, batterista e cantante britannico (Peterborough, n. 1945)
- Keith Baker, batterista britannico (Birmingham, n. 1948)
- Ginger Baker, batterista britannico (Londra, n. 1939 - Canterbury, † 2019)

## Biochimici(1)
- David Baker, biochimico statunitense (Seattle, n. 1962)

## Botanici(2)
- Herbert G. Baker, botanico britannico (Brighton, n. 1920 - Oakland, † 2001)
- John Gilbert Baker, botanico britannico (n. 1834 - † 1920)

## Calciatori(10)
- Ash Baker, calciatore gallese (Bridgend, n. 1996)
- Alf Baker, calciatore inglese (Derbyshire, n. 1898 - † 1955)
- Cody Baker, calciatore statunitense (Issaquah, n. 2004)
- Colin Baker, calciatore gallese (Cardiff, n. 1934 - † 2021)
- Joe Baker, calciatore e allenatore di calcio inglese (Woolton, n. 1940 - Wishaw, † 2003)
- Lewis Baker, calciatore inglese (Luton, n. 1995)
- Nathan Baker, ex calciatore inglese (Worcester, n. 1991)
- Peter Baker, calciatore inglese (Hampstead, n. 1931 - † 2016)
- Richie Baker, ex calciatore irlandese (Dublino, n. 1980)
- Thomas George Baker, calciatore gallese (Maerdy, n. 1936 - Tylorstown, † 2024)

## Cantanti(6)
- Anita Baker, cantante statunitense (Toledo, n. 1958)
- LaVern Baker, cantante statunitense (Chicago, n. 1929 - New York, † 1997)
- Joséphine Baker, cantante, danzatrice e militare statunitense (Saint Louis, n. 1906 - Parigi, † 1975)
- Julien Baker, cantante e chitarrista statunitense (Bartlett, n. 1995)
- Unknown Hinson, cantante e doppiatore statunitense (Albemarle, n. 1954)
- Machine Gun Kelly, cantante, attore e rapper statunitense (Houston, n. 1990)

## Cantautori(1)
- Gary Go, cantautore, musicista e compositore britannico (Londra, n. 1985)

## Cavallerizze(1)
- Natasha Baker, cavallerizza britannica (Hammersmith e Fulham, n. 1989)

## Cestiste(1)
- Sherill Baker, ex cestista, allenatrice di pallacanestro e dirigente sportivo statunitense (Stone Mountain, n. 1982)

## Cestisti(5)
- Mark Baker, ex cestista statunitense (Dayton, n. 1969)
- Norm Baker, cestista e giocatore di lacrosse canadese (Victoria, n. 1923 - Victoria, † 1989)
- Ron Baker, ex cestista statunitense (Hays, n. 1993)
- Vin Baker, ex cestista e allenatore di pallacanestro statunitense (Lake Wales, n. 1971)
- Maurice Baker, ex cestista e allenatore di pallacanestro statunitense (Granite City, n. 1979)

## Chitarristi(2)
- Brian Baker, chitarrista statunitense (n. 1965)
- Zacky Vengeance, chitarrista e cantante statunitense (Olympia, n. 1981)

## Comici(1)
- Bart Baker, comico, cantante e rapper statunitense (Chicago, n. 1986)

## Compositori(1)
- Claude Baker, compositore statunitense (Lenoir, n. 1948)

## Critici letterari(1)
- George Pierce Baker, critico letterario, docente e educatore statunitense (Providence, n. 1866 - New York, † 1935)

## Doppiatori(2)
- Dee Bradley Baker, doppiatore statunitense (Bloomington, n. 1962)
- Troy Baker, doppiatore, attore e musicista statunitense (Dallas, n. 1976)

## Drammaturghe(1)
- Annie Baker, drammaturga e regista statunitense (Boston, n. 1981)

## Esploratori(1)
- Samuel Baker, esploratore britannico (Londra, n. 1821 - Sandford Orleigh, † 1893)

## Flautisti(1)
- Julius Baker, flautista statunitense (Cleveland, n. 1915 - Danbury, † 2003)

## Funzionari(1)
- Christoph Baker, funzionario e scrittore statunitense (Ginevra, n. 1955)

## Giocatori di baseball(2)
- Frank Baker, giocatore di baseball statunitense (Trappe, n. 1886 - Trappe, † 1963)
- Dusty Baker, ex giocatore di baseball e allenatore di baseball statunitense (Riverside, n. 1949)

## Giocatori di football americano(15)
- Al Baker, ex giocatore di football americano statunitense (Jacksonville, n. 1956)
- Budda Baker, giocatore di football americano statunitense (Bellevue, n. 1996)
- Chase Baker, ex giocatore di football americano e allenatore di football americano statunitense (Rocklin, n. 1988)
- D'Monn Baker, ex giocatore di football americano e allenatore di football americano statunitense (n. 1981)
- Deandre Baker, giocatore di football americano statunitense (Miami, n. 1997)
- Edwin Baker, giocatore di football americano statunitense (Highland Park, n. 1991)
- Javon Baker, giocatore di football americano statunitense (Atlanta, n. 2002)
- Jerome Baker, giocatore di football americano statunitense (Cleveland, n. 1996)
- Kawaan Baker, giocatore di football americano statunitense (East Point, n. 1998)
- Rashad Baker, giocatore di football americano statunitense (Camden, n. 1982)
- Ron Baker, ex giocatore di football americano statunitense (Gary, n. 1954)
- Bullet Baker, giocatore di football americano statunitense (Casper, n. 1900 - Long Beach, † 1961)
- Ryan Baker, ex giocatore di football americano statunitense (Indianapolis, n. 1984)
- Sam Baker, giocatore di football americano statunitense (Tustin, n. 1985)
- Terry Baker, ex giocatore di football americano statunitense (Pine River, n. 1941)

## Giornalisti(1)
- Ray Stannard Baker, giornalista, storico e biografo statunitense (Lansing, n. 1870 - Amherst, † 1946)

## Hockeisti su ghiaccio(1)
- Hobey Baker, hockeista su ghiaccio statunitense (Bala Cynwyd, n. 1892 - Toul, † 1918)

## Ingegneri(1)
- Benjamin Baker, ingegnere inglese (Frome, n. 1840 - Pangbourne, † 1907)

## Judoka(1)
- Mashu Baker, judoka giapponese (Tokyo, n. 1994)

## Matematici(2)
- Alan Baker, matematico inglese (Londra, n. 1939 - Cambridge, † 2018)
- Henry Frederick Baker, matematico britannico (Cambridge, n. 1866 - Cambridge, † 1956)

## Medici(1)
- Sara Josephine Baker, medico statunitense (Poughkeepsie, n. 1873 - New York, † 1945)

## Mezzosoprani(1)
- Janet Baker, mezzosoprano inglese (Hatfield, n. 1933)

## Militari(2)
- Addison Baker, militare e aviatore statunitense (Chicago, n. 1920 - Ploiești, † 1943)
- Laurence Simmons Baker, militare statunitense (Contea di Gates, n. 1830 - Suffolk, † 1907)

## Musicisti(1)
- David Baker, musicista, direttore d'orchestra e docente statunitense (Indianapolis, n. 1931 - Bloomington, † 2016)

## Musicologi(1)
- Theodore Baker, musicologo e traduttore statunitense (New York, n. 1851 - Dresda, † 1934)

## Naturalisti(1)
- Henry Baker, naturalista e scrittore britannico (Londra, n. 1698 - Londra, † 1774)

## Nuotatrici(1)
- Kathleen Baker, nuotatrice statunitense (Winston-Salem, n. 1997)

## Orientiste(1)
- Yvette Baker, orientista britannica (n. 1978)

## Ornitologi(1)
- Edward Charles Stuart Baker, ornitologo britannico (n. 1864 - † 1944)

## Piloti automobilistici(1)
- Erwin George Baker, pilota automobilistico, pilota motociclistico e dirigente sportivo statunitense (Contea di Dearborn, n. 1882 - Indianapolis, † 1960)

## Piloti motociclistici(1)
- Steve Baker, pilota motociclistico statunitense (Bellingham, n. 1952)

## Pistard(1)
- Georgia Baker, pistard e ciclista su strada australiana (Launceston, n. 1994)

## Politici(3)
- Edward Dickinson Baker, politico, militare e avvocato statunitense (Londra, n. 1811 - Contea di Loudoun, † 1861)
- Newton Diehl Baker, politico statunitense (Martinsburg, n. 1871 - † 1937)
- Richard Baker, politico statunitense (New Orleans, n. 1948)

## Presbiteri(1)
- Oswald Baker, presbitero inglese (Clowne, n. 1915 - Downham Market, † 2004)

## Produttori discografici(2)
- Arthur Baker, produttore discografico e disc jockey statunitense (Boston, n. 1955)
- Roy Thomas Baker, produttore discografico britannico (Londra, n. 1946 - Lake Havasu City, † 2025)

## Pugili(1)
- Snowy Baker, pugile e attore australiano (Surry Hills, n. 1884 - Los Angeles, † 1953)

## Rapper(1)
- BlocBoy JB, rapper statunitense (Memphis, n. 1996)

## Registi(4)
- George D. Baker, regista e sceneggiatore statunitense (Champaign, n. 1868 - Los Angeles, † 1933)
- Richard Foster Baker, regista statunitense (Detroit, n. 1857 - Chicago, † 1921)
- Roy Ward Baker, regista britannico (Londra, n. 1916 - Londra, † 2010)
- Sean Baker, regista, sceneggiatore e montatore statunitense (Summit, n. 1971)

## Sceneggiatori(2)
- C. Graham Baker, sceneggiatore e regista statunitense (Evansville, n. 1883 - Los Angeles, † 1950)
- Herbert Baker, sceneggiatore statunitense (New York City, n. 1920 - Los Angeles, † 1983)

## Sciatori alpini(1)
- Nicholas Baker, ex sciatore alpino statunitense (n. 1984)

## Scrittori(2)
- Nicholson Baker, scrittore statunitense (Portland, n. 1957)
- Richard Baker, scrittore inglese (Sissinghurst, n. 1568 - Fleet Prison, † 1645)

## Scrittrici(1)
- Dorothy Baker, scrittrice statunitense (Missoula, n. 1907 - Terra Bella, † 1968)

## Scrittrici di fantascienza(1)
- Kage Baker, autrice di fantascienza statunitense (Los Angeles, n. 1952 - Pismo Beach, † 2010)

## Tenniste(1)
- Ally Baker, ex tennista statunitense (Raleigh, n. 1986)

## Tennisti(2)
- Brian Baker, ex tennista statunitense (Nashville, n. 1985)
- Jamie Baker, ex tennista britannico (Glasgow, n. 1986)

## Triatlete(1)
- Erin Baker, ex triatleta neozelandese (Kaiapoi, n. 1961)

## Trombettisti(3)
- Chet Baker, trombettista e cantante statunitense (Yale, n. 1929 - Amsterdam, † 1988)
- Kenny Baker, trombettista e compositore britannico (Withernsea, n. 1921 - Felpham, † 1999)
- Shorty Baker, trombettista statunitense (Saint Louis, n. 1914 - New York, † 1966)

## Truccatori(1)
- Rick Baker, truccatore e effettista statunitense (Binghamton, n. 1950)

## Velocisti(3)
- Thane Baker, ex velocista statunitense (Elkhart, n. 1931)
- Alfred Joseph Baker, velocista e calciatore inglese (Londra, n. 1846 - Londra, † 1900)
- Ronnie Baker, velocista statunitense (Louisville, n. 1993)

## Vibrafonisti(1)
- Larry Baker, vibrafonista, polistrumentista e compositore statunitense (Fort Smith, n. 1948)

## Wrestler(2)
- Ox Baker, wrestler statunitense (Sedalia, n. 1934 - Hartford, † 2014)
- Britt Baker, wrestler statunitense (Punxsutawney, n. 1991)

## Senza attività specificata(1)
- Lena Baker, statunitense (Cuthbert, n. 1900 - Reidsville, † 1945)